# Mount Conrad
Mount Conrad är ett berg i Antarktis. Det ligger i Östantarktis. Australien gör anspråk på området. Toppen på Mount Conrad är 619 meter över havet, eller 20 meter över den omgivande terrängen. Bredden vid basen är 0,83 km.
Terrängen runt Mount Conrad är huvudsakligen kuperad. Trakten är obefolkad. Det finns inga samhällen i närheten.